# 石間駅
石間駅（ソッカンえき、朝鮮語: 석간역）は、朝鮮民主主義人民共和国平安南道价川市朝陽洞にある駅で、朝陽炭鉱線に属する。

## 隣の駅
朝陽炭鉱線
旧邑駅 - 石間駅 - 朝陽炭鉱駅